# Entraunes
Entraunes (okzitanisch Entraunas) ist eine französische Gemeinde mit 130 Einwohnern (Stand 1. Januar 2022) im Département Alpes-Maritimes in der Region Provence-Alpes-Côte d’Azur. Sie gehört zum Arrondissement Nizza und zum Kanton Vence. Die Bewohner nennen sich die Entraunois.

## Geographie
Die Gemeinde liegt im Bereich der Seealpen, die angrenzenden Gemeinden sind Uvernet-Fours im Norden, Saint-Dalmas-le-Selvage im Nordosten, Saint-Étienne-de-Tinée im Osten, Châteauneuf-d’Entraunes im Südosten, Saint-Martin-d’Entraunes im Süden sowie Colmars und Allos im Westen.

## Bevölkerungsentwicklung
| Jahr      | 1962 | 1968 | 1975 | 1982 | 1990 | 1999 | 2008 | 2012 |
| --------- | ---- | ---- | ---- | ---- | ---- | ---- | ---- | ---- |
| Einwohner | 141  | 103  | 122  | 121  | 127  | 125  | 129  | 120  |

## Sehenswürdigkeiten
Siehe: Liste der Monuments historiques in Entraunes

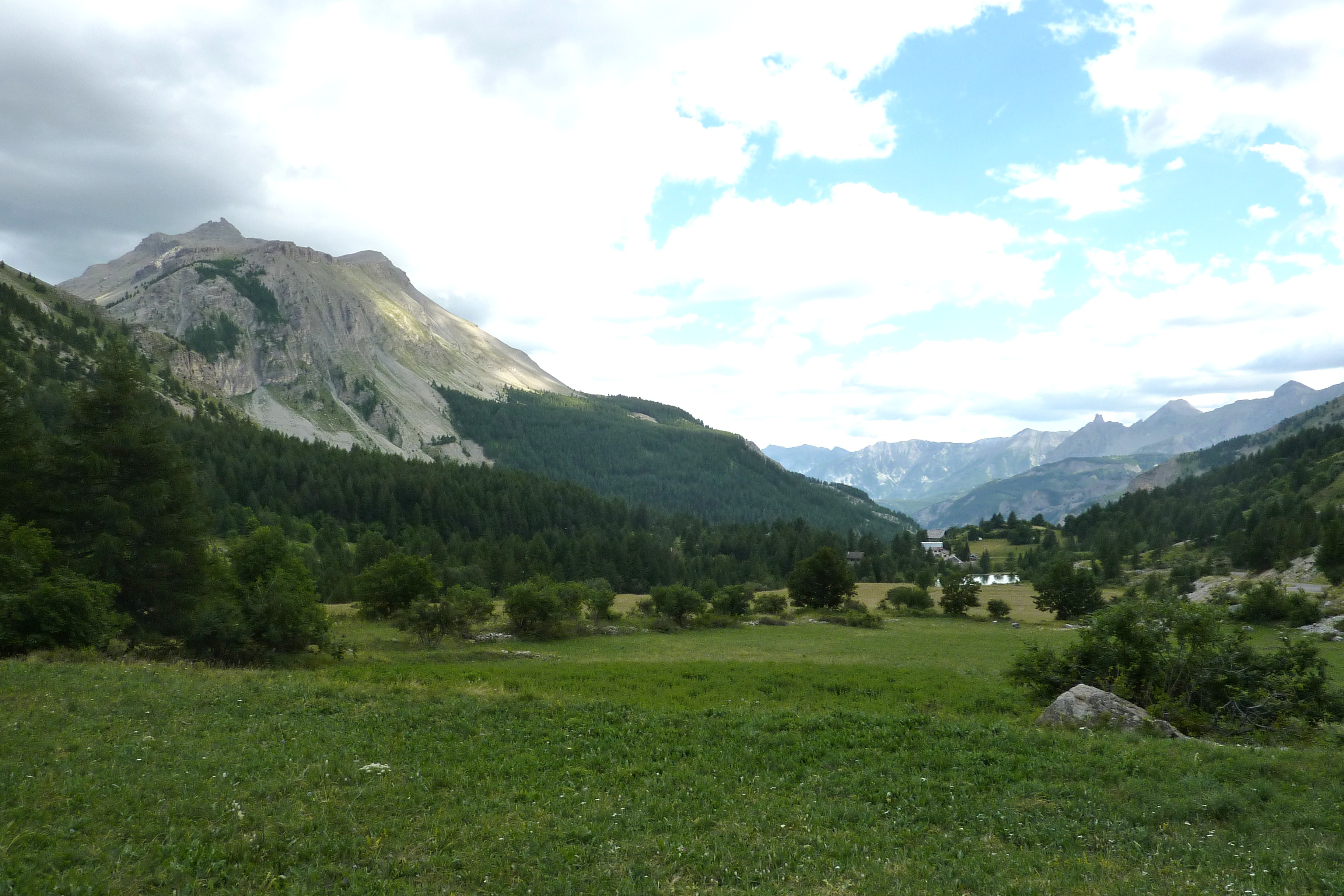
Ortsteil Estenc
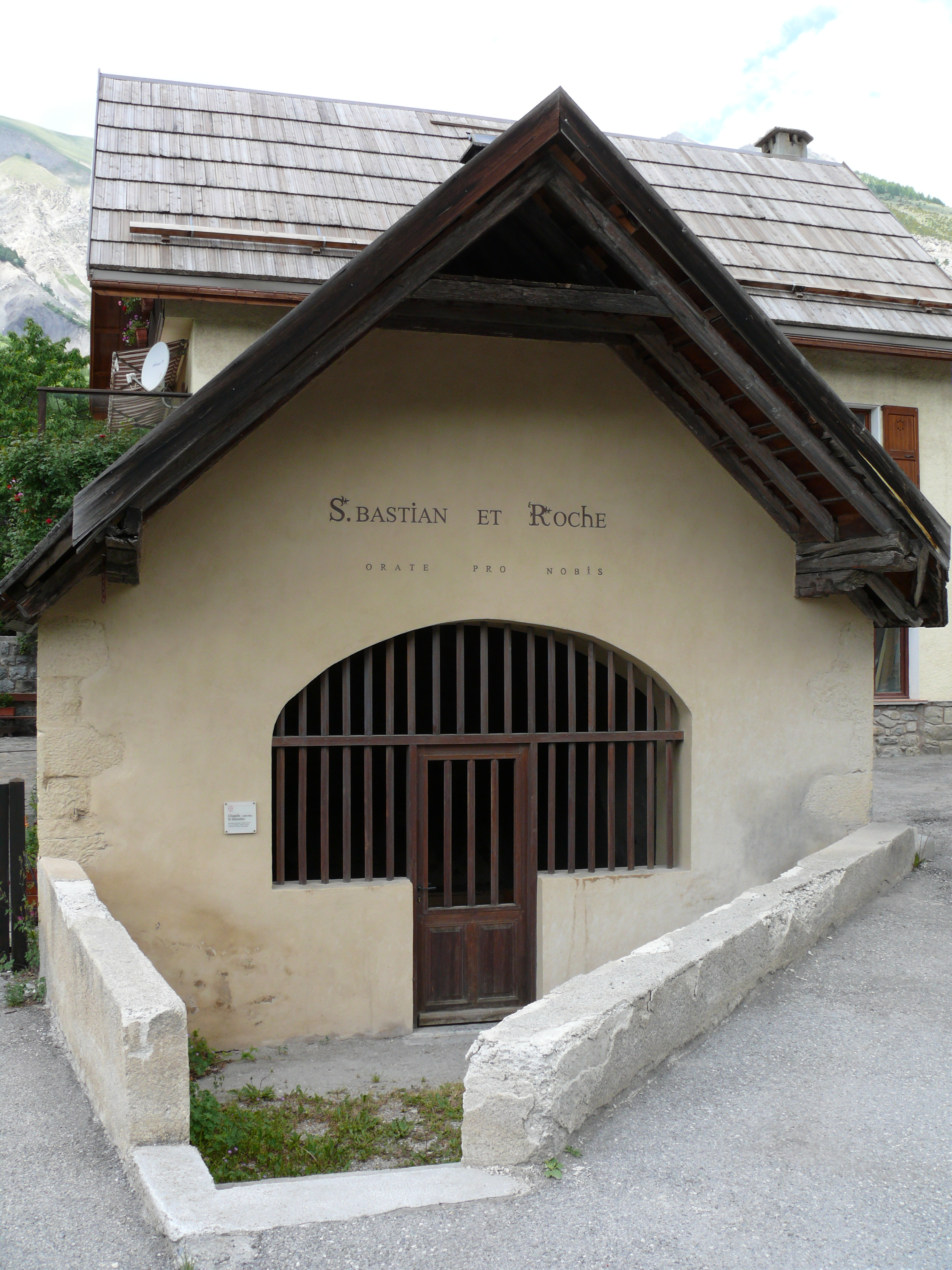
Kapelle Saint-Sébastien
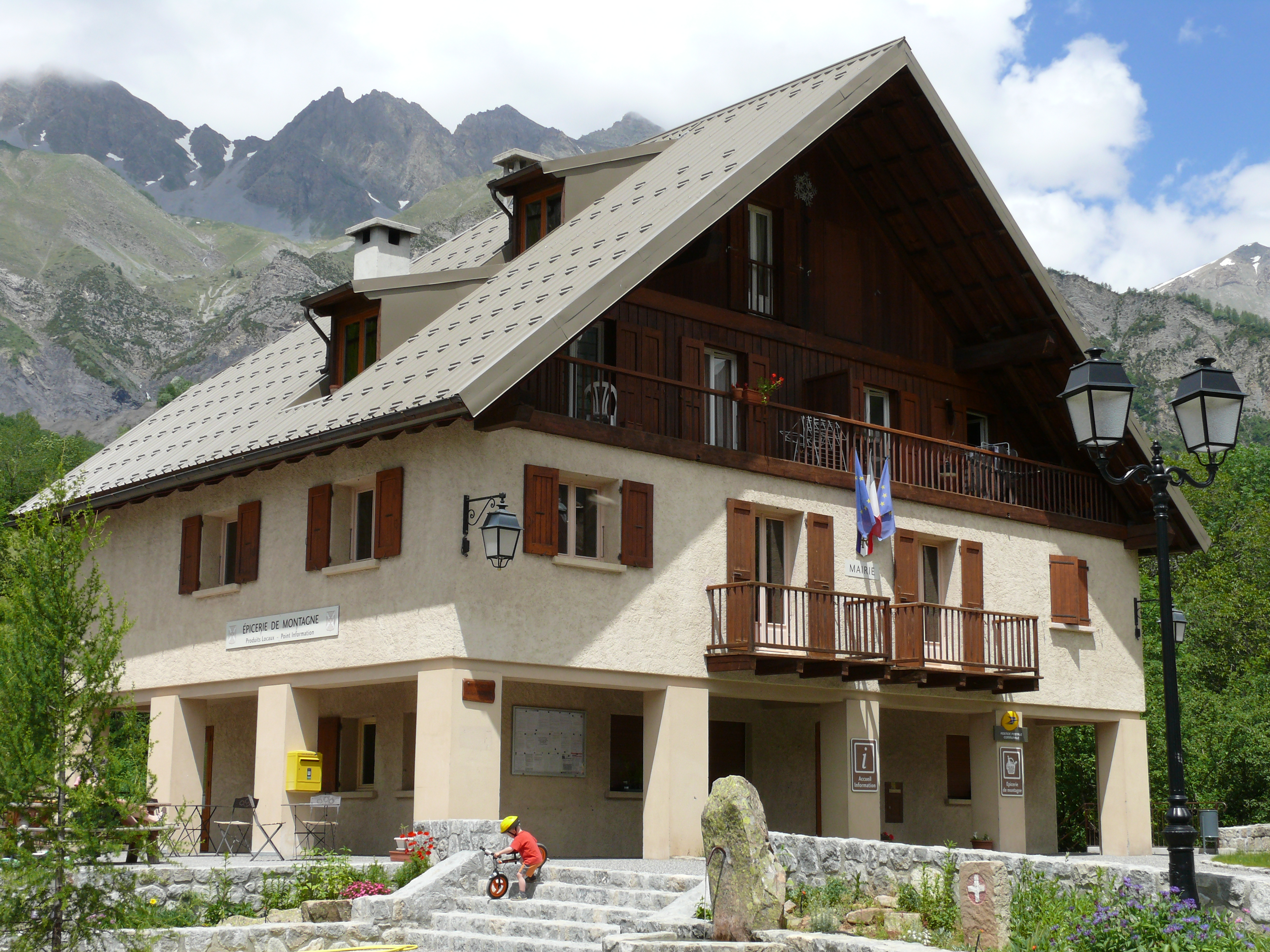
Mairie Entraunes
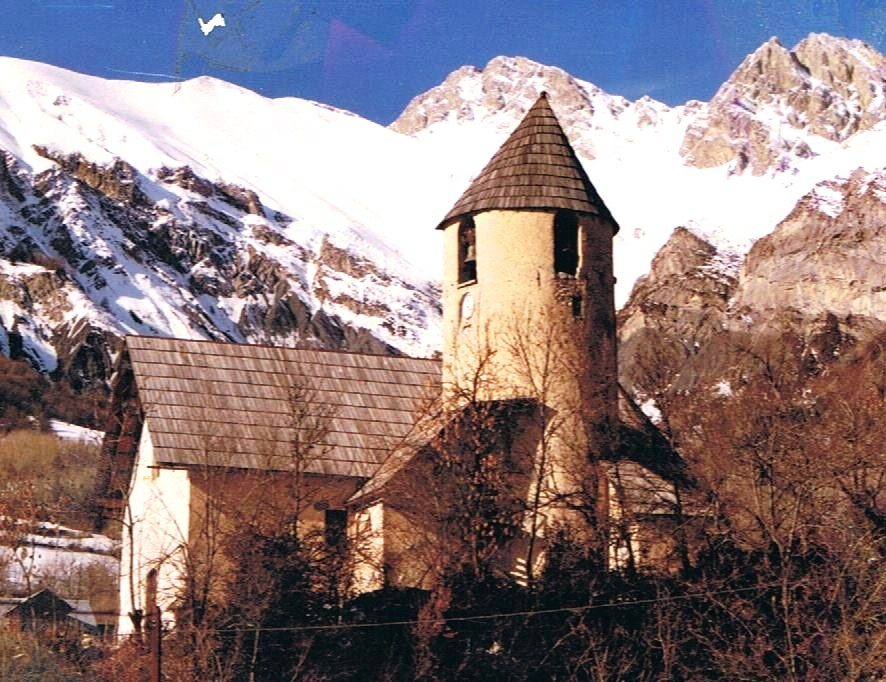
Kirche Notre-Dame-de-la-Nativité